# كهف بومان
كهف بومان (بالألمانية: Baumannshöhle) يقع بالقرب من كهف هيرمان، وهو كهف استعراضي في روبلاند في منطقة هارز وهو أقدم كهف استعراضي في ألمانيا.

## وصلات خارجية
- Official website (in German)
- Baumannshöhle - Stephan Kempe (pdf file; 1.02 MB)